# Bobby Fischer
Robert James „Bobby“ Fischer (* 9. März 1943 in Chicago, Illinois; † 17. Januar 2008 in Reykjavík, Island) war ein US-amerikanischer Schachspieler. Er war von 1972 bis 1975 der 11. Schachweltmeister. Als 16-Jähriger nahm er am Kandidatenturnier teil, dessen Sieger den Weltmeister herausfordern durfte. Den Titel gewann er 1972 in einem als Match des Jahrhunderts bezeichneten Wettkampf gegen Boris Spasski.
Danach zog sich Fischer vom Turnierschach zurück. Als er 1975 gegen den sowjetischen Herausforderer Anatoli Karpow nicht antrat, entzog der Weltschachbund (FIDE) Fischer den Weltmeistertitel. Es folgte nur noch ein einziger öffentlicher Schachauftritt 1992 in einem privat organisierten Wettkampf gegen Spasski. Fischer äußerte sich wiederholt antiamerikanisch und antisemitisch. Seine letzten Lebensjahre verbrachte er in Island, dessen Staatsbürgerschaft er angenommen hatte. Angesichts seiner unbestrittenen Leistungen gilt Fischer als eine herausragende Gestalt der Schachgeschichte.

## Leben und Karriere

### Herkunft und Jugend
Robert „Bobby“ Fischer kam als Kind von Regina Fischer, geborene Wender (1913–1997), zur Welt. Seine Mutter, die in Zürich als Kind jüdischer, aus Polen stammender Eltern geboren und in den USA aufgewachsen war, studierte in den 1930er Jahren in Moskau Medizin. Zu Beginn des Zweiten Weltkriegs kehrte sie in die USA zurück. Juristischer Vater Fischers war Reginas deutscher Ehemann, der Biophysiker Hans-Gerhardt Fischer, den sie 1933 in Moskau geheiratet hatte und von dem sie sich 1945 scheiden ließ. Nach Spekulationen, die sich auf Berichte des FBI stützen, war er aber vielleicht nicht Fischers biologischer Vater, sondern der ungarische Ingenieurwissenschaftler Paul Neményi, der in der Zeit vor Fischers Geburt eine enge Beziehung mit Regina Fischer hatte und ihr später regelmäßig Geld überwies.
Zusammen mit seiner fünf Jahre älteren Schwester Joan wuchs Fischer im New Yorker Stadtteil Brooklyn in sehr ärmlichen Verhältnissen bei seiner alleinerziehenden Mutter auf, die als Krankenschwester arbeitete und aufgrund ihrer kommunistischen Weltanschauung unter Dauerbeobachtung durch das FBI stand. Die US-amerikanische Journalistin Joan Rodker, die mit Regina Fischer seit den 1930er Jahren befreundet war und über viele Jahre im Briefwechsel mit ihr stand, beschrieb die Mutter von Bobby Fischer als „glühende Kommunistin“ und begeisterte Anhängerin der Sowjetunion, was bei ihrem Sohn dann eine starke Aversion gegen den Sowjetkommunismus erzeugt und seine dauerhafte antisowjetische und antikommunistische Haltung zur Folge gehabt habe. Hans-Gerhardt „Gerardo“ Fischer, der im Spanischen Bürgerkrieg auf Seiten der Republikaner gekämpft hatte, war zwar offiziell der Vater von Bobby Fischer, jedoch lebten Gerardo und Regina laut FBI sehr wahrscheinlich schon seit 1939 getrennt, da Regina in diesem Jahr mit ihrer 1938 in Moskau zur Welt gekommenen Tochter in die USA zurückgekehrt war und Hans-Gerhardt Fischer nach Erkenntnissen des FBI niemals in die USA einreiste. Bobby Fischer dürfte demnach seinen angeblich leiblichen Vater zumindest während seiner Kindheit nicht persönlich kennengelernt haben. Gerardo Fischer lebte dem FBI zufolge seit mindestens 1945 in Chile.
Hingegen bestand sehr wohl Kontakt zu Paul Neményi, dem Freund, den Regina 1942 kennengelernt hatte. Dieser bezahlte durchgängig Unterhalt für Bobby mit Ausnahme eines Jahres (1947/48) und beklagte sich gegenüber Sozialarbeitern bitterlich über die Erziehungsmethoden von Regina. Er sah wohl ernsthaft das Kindeswohl gefährdet, denn bei einem dieser Gespräche brach er in Tränen aus. Neményi wurde allerdings auch vom FBI überwacht, weil er durch sowjetfreundliche Äußerungen aufgefallen war. Ein Psychiater bezeichnete Regina 1943 als „paranoid“. Möglicherweise hatte dieser aber nicht berücksichtigt, dass die werdende Mutter von Bobby schon seit dem 19. Oktober 1942 vom FBI beobachtet wurde. Noch 1958 wurde sie vom FBI verdächtigt, eine Agentin Moskaus zu sein. Die Überwachung endete erst 1973.
Die Schachregeln erlernte Bobby Fischer mit sechs Jahren zusammen mit seiner älteren Schwester Joan, die jedoch im Gegensatz zu ihrem Bruder bald das Interesse an dem Spiel verlor. Sein erster Trainer war Carmine Nigro, der Vorsitzende des Brooklyn Chess Club. Im Jahre 1955 nahm Fischer erstmals an der Jugendmeisterschaft der USA teil, konnte sich aber noch nicht im Vorderfeld platzieren. Von 1956 bis 1958 trainierte er viel mit John W. Collins, der auch als Mentor anderer Nachwuchstalente wie William Lombardy und Robert Byrne gilt. Der Psychoanalytiker und ehemalige Weltklassespieler Reuben Fine, der Fischer in dieser Zeit kennenlernte, attestierte ihm später schwerwiegende, aus familiären Konflikten resultierende psychische Probleme, die zu Verhaltensauffälligkeiten führten. Laut Fine bot das Schachspiel Fischer die Möglichkeit, sich mittels seiner Erfolge für erlittene Kränkungen zu rächen und Machtphantasien auszuleben. Auch das FBI war schon 1958 zu dem Schluss gekommen, dass zwischen Mutter und Sohn ein tiefgehender Konflikt schwelen müsse, der Bobby Fischer anscheinend dazu brachte, gegen alles zu rebellieren, was von seiner Mutter kam.

### Aufstieg zum Schachgipfel
Bereits als Dreizehnjähriger wurde Fischer der Schachöffentlichkeit durch die sogenannte „Partie des Jahrhunderts“ am 17. Oktober 1956 gegen Donald Byrne bekannt. 1957 wurde Fischer von der FIDE zum Internationalen Meister ernannt. Im Alter von 14 Jahren war er am 8. Januar 1958 das erste Mal US-Champion – der bis dahin jüngste. Zwischen 1958 und 1967 gewann er den Titel bei allen seinen acht Teilnahmen, 1964 gelang es ihm sogar, alle elf Partien zu gewinnen. 1958 brach er mit 15 Jahren seine von ihm als nutzlos empfundene Schulausbildung an der Erasmus Hall High School in Brooklyn ab, um sich ganz dem Schach zu widmen. Der internationale Durchbruch gelang Fischer mit seinem geteilten fünften Platz beim Interzonenturnier in Portorož im August/September 1958. Er qualifizierte sich damit für das WM-Kandidatenturnier 1959; außerdem wurde ihm für seinen Erfolg der Titel eines Großmeisters verliehen. Beim 5. Rosenwald-Turnier in New York im Dezember 1958, der US-Meisterschaft, besiegte Fischer zum ersten Mal Samuel Reshevsky, wobei er schon nach elf Zügen eine Gewinnstellung erlangte, und wurde erneut Turniersieger.
Beim internationalen Turnier in Zürich 1959 besiegte Fischer mit dem Esten Paul Keres das erste Mal einen sowjetischen Großmeister. Das Kandidatenturnier 1959 in Jugoslawien beendete er im Alter von 16 Jahren auf dem fünften Rang; gegen den späteren Weltmeister Michail Tal verlor er alle vier Partien. Beim internationalen Turnier in Mar del Plata im April 1960 gewann Fischer alle Partien bis auf zwei, u. a. bezwang er Erich Eliskases. Im November 1960, während der Schacholympiade in Leipzig, antwortete Fischer auf die Frage eines Journalisten, wann er glaube, Weltmeister werden zu können: „Vielleicht 1963.“ Im A-Finale dieser Schacholympiade schlug er mit Max Euwe zum ersten Mal einen früheren Weltmeister. Im Sommer 1961 spielte er einen Wettkampf gegen Samuel Reshevsky, der nach elf Partien bei einem unentschiedenen Stand von 5½:5½ abgebrochen wurde. Das anschließende Turnier in Bled gewann Michail Tal mit 14½ Punkten aus 19 Partien, einen Punkt vor dem ungeschlagenen Fischer, der die Partie gegen den Turniersieger gewonnen hatte. Bei seinem zweiten Kandidatenturnier, Curaçao 1962, belegte Fischer jedoch nur den vierten Platz. Er beschuldigte die teilnehmenden sowjetischen Spieler, untereinander abgesprochene Remispartien gespielt zu haben, um ihre Kräfte dadurch für den Kampf gegen ihn zu schonen. Diese Kritik führte später dazu, dass die FIDE den Modus für Kandidatenturniere änderte und Zweikämpfe anstelle von Rundenturnieren einführte.
In den folgenden Jahren zog sich Fischer weitgehend vom Turnierschach zurück. 1965 verweigerte die US-Regierung Fischer das Visum für die Teilnahme am Capablanca-Gedenkturnier in Havanna. Deshalb spielte er von New York aus, und die Züge wurden per Fernschreiber übermittelt. Den Piatigorsky-Cup 1966 in Santa Monica gewann Boris Spasski mit 11½ Punkten aus 18 Partien, einem halben Punkt vor Fischer und 1½ Punkten vor Bent Larsen.
Fischers nächster Anlauf zur Weltmeisterschaft fand 1967 beim Interzonenturnier in Sousse statt. Er führte nach acht Runden ungeschlagen vor dem späteren Turniersieger Bent Larsen und Samuel Reshevsky, die bis dahin nur sechs Punkte erspielt hatten. Er unterbrach das Turnier für zwei Runden durch Nichtantreten, stieg dann wieder in den Turnierablauf ein, siegte zwei weitere Male (u. a. gegen Reshevsky) und stieg, nachdem die Streitigkeiten mit den Organisatoren nicht beigelegt wurden, dann endgültig aus dem Turnier aus. Damit scheiterte auch dieser Anlauf auf den Weltmeisterschaftstitel schon im Vorfeld. Viktor Kortschnoi schrieb über Fischers Beharren auf besondere, nur für ihn akzeptable Turnierbedingungen in seinem 2004 erschienenen Buch Mein Leben für das Schach: „Die Schachspieler der ganzen Welt sind ihm zu Dank verpflichtet, dass Schach diese Popularität erreicht hat, dass die Preise in Turnieren erhöht wurden und dass es in Dutzenden Ländern möglich geworden ist, sich als Schachprofi zu betätigen.“

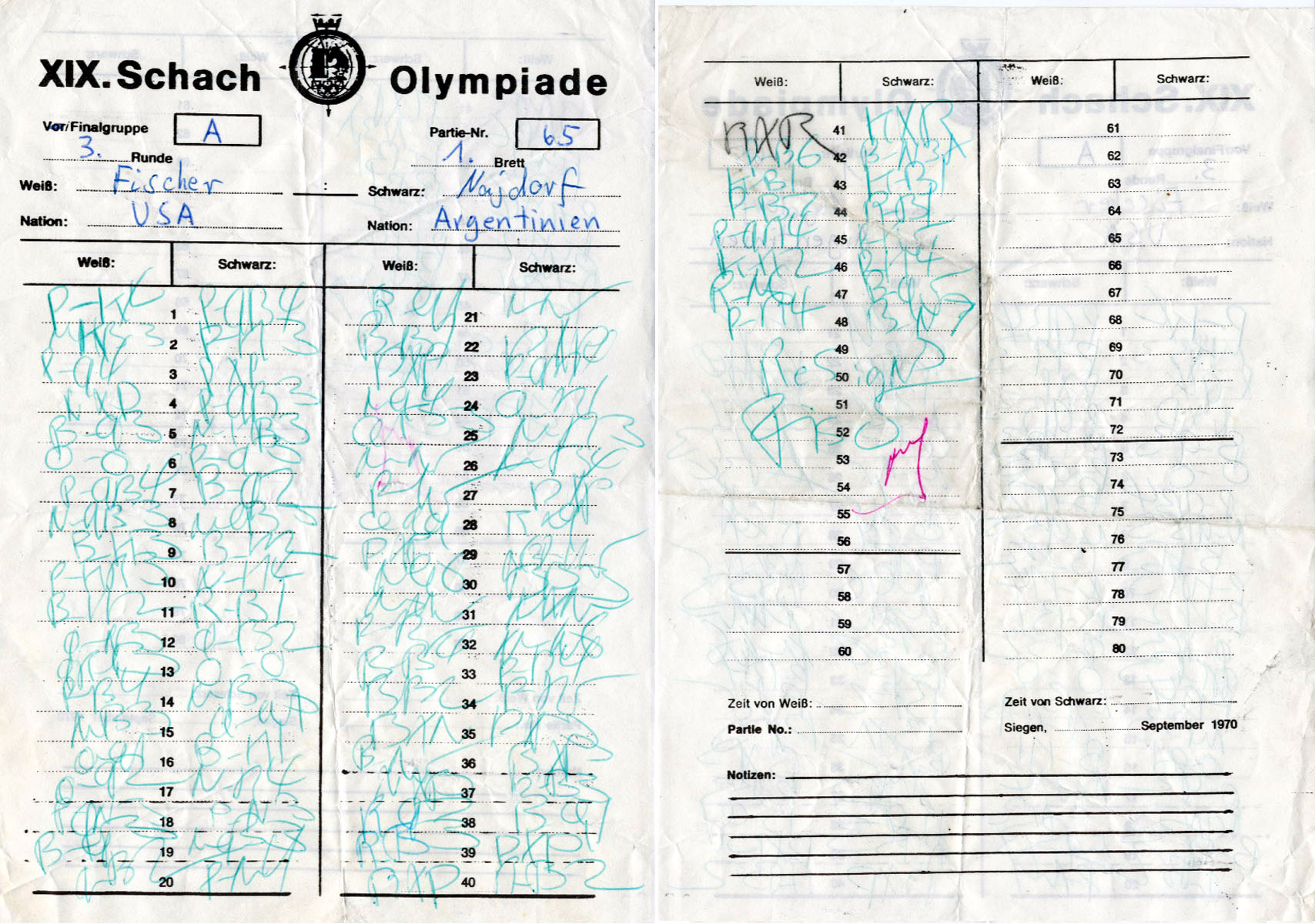
Partieformular Fischers von der Schacholympiade 1970 in Siegen gegen Miguel Najdorf

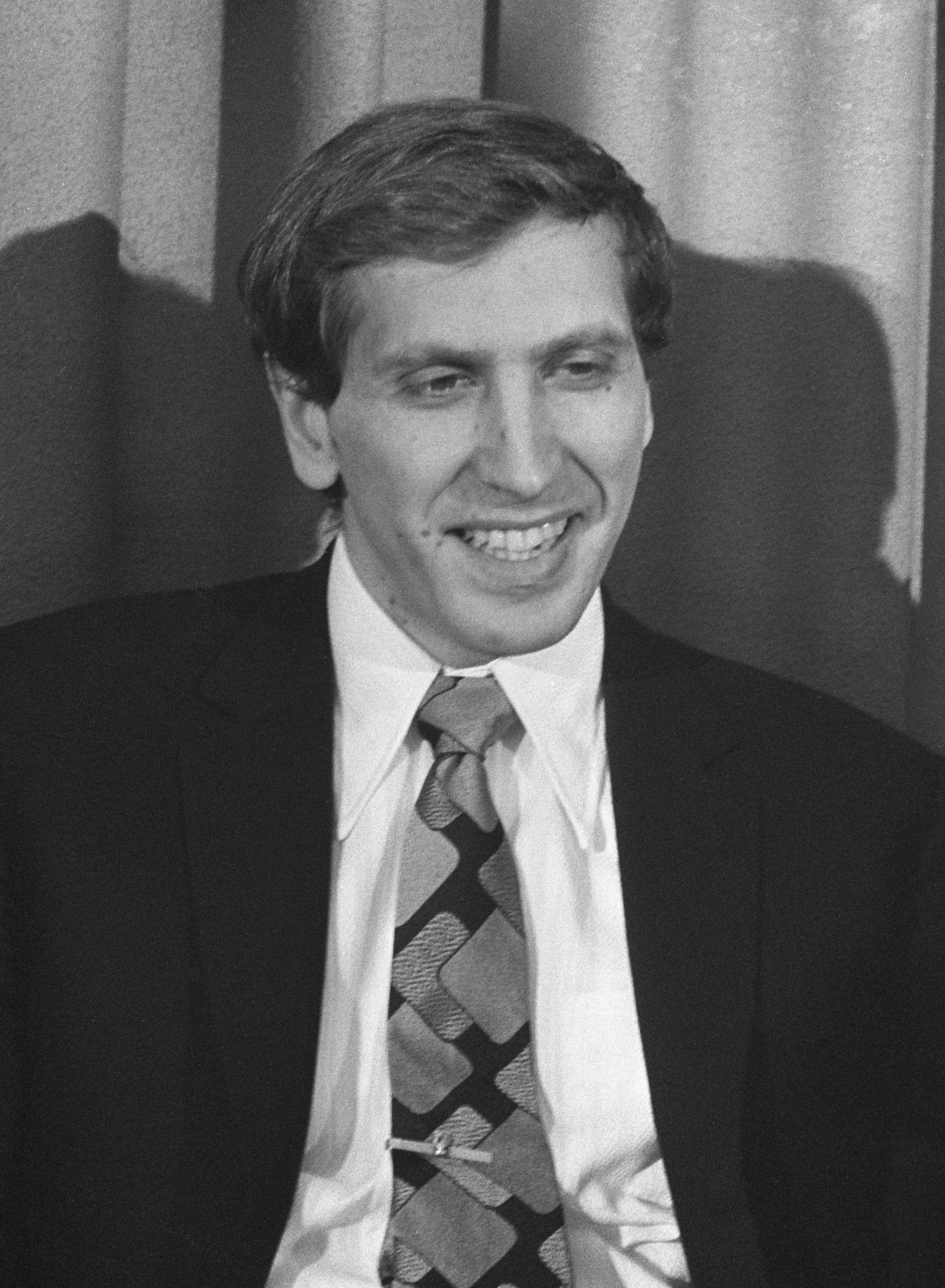
Bobby Fischer (1972)

Im September 1970 nahm er an der Schacholympiade teil und holte 10 Punkte aus 13 Partien. Im folgenden Qualifikationszyklus für die Weltmeisterschaft setzte sich Fischer durch. 1970 gewann er überlegen das Interzonenturnier in Palma de Mallorca und 1971 die anschließenden Kandidatenwettkämpfe gegen Mark Taimanow, Bent Larsen und Tigran Petrosjan. Im Viertelfinale gegen Taimanow und im Halbfinale gegen Larsen gewann er jeweils mit dem Ergebnis von 6:0. Auch den Ex-Weltmeister Petrosjan schlug er im Finale deutlich mit 6½:2½. Fischer gelang es in diesem Zyklus, 20 Partien nacheinander zu gewinnen: zunächst die letzten sieben Runden in Palma de Mallorca, dann sechs Partien gegen Taimanow, anschließend sechs Partien gegen Larsen und schließlich die erste Partie gegen Petrosjan. Den Titel des Schachweltmeisters errang er 1972 in Reykjavík gegen Boris Spasski in einem Wettkampf, der auch als „Match des Jahrhunderts“ bekannt geworden ist. Obwohl der Zweikampf wegen Fischers oft Aufsehen erregenden exzentrischen Verhaltens mehrfach kurz vor dem Scheitern stand und er sogar eine Partie wegen Nichtantritts durch Schiedsrichterentscheidung kampflos verlor, gewann er schließlich nach 21 Partien mit 12½:8½. Die Vorentscheidung fiel in der 13. Matchpartie, als es Fischer mit Schwarz gelang, ein Endspiel mit Turm und fünf Bauern gegen Turm, Läufer und Bauer nach hartem Kampf zu gewinnen. Es bedurfte allerdings einiger Überredungskunst, um Fischer überhaupt zum Spielen zu bewegen: Der damalige Nationale Sicherheitsberater und spätere US-Außenminister Henry Kissinger rief ihn an, um ihn von der Teilnahme am WM-Kampf zu überzeugen. Außerdem verdoppelte der britische Millionär Jim Slater das Preisgeld.

### Fischer als Schachweltmeister
Fischers Triumph löste einen Schachboom aus, nicht zuletzt in den USA. Trotzdem lehnte er selbst alle Angebote ab, an weiteren Turnieren oder öffentlichen Schaukämpfen teilzunehmen. 1974 verbreitete sich das Gerücht, er werde seinen Titel nicht verteidigen. Als Anatoli Karpow als Gewinner der Kandidatenwettkämpfe feststand, veröffentlichte Fischer einen 179 Punkte umfassenden Forderungskatalog für den Titelkampf 1975. Die FIDE akzeptierte nahezu sämtliche Bedingungen. Umstritten blieb jedoch Fischers Verlangen, den geplanten Wettkampf so auszulegen, dass derjenige Sieger sein solle, der als Erster zehn Partien gewonnen habe. Da Remispartien nicht gezählt werden sollten, wäre die Dauer eines solchen Wettkampfs unabsehbar gewesen. Weiter verlangte Fischer, beim Stand von 9:9 solle der amtierende Weltmeister seinen Titel behalten. Das hätte bedeutet, dass der Herausforderer mit zwei Punkten Vorsprung gewinnen müsste, um Weltmeister zu werden. Als klar war, dass diese Forderung nicht erfüllt werden würde, zerschlugen sich die Verhandlungen endgültig.
So wurde Fischer am 3. April 1975 der Weltmeistertitel der FIDE aberkannt. Karpow, gegen den er niemals eine Partie gespielt hatte, wurde zu seinem Nachfolger ausgerufen. Nach dem Match von Reykjavík 1972 spielte Fischer insgesamt fast zwanzig Jahre lang keine Turnierpartie mehr. Dennoch betrachtete sich Fischer in der Folgezeit unverändert als Schachweltmeister, da ihn niemand in einem Weltmeisterschaftskampf geschlagen hatte.

### Wettkampf 1992 gegen Spasski
Ein kurzes Comeback feierte Fischer 1992, als er in Jugoslawien während des Bosnienkrieges unter großem Medieninteresse ein inoffizielles Match gegen seinen alten Rivalen und Freund Boris Spasski mit 17,5:12,5 gewann und dafür 3,65 Mio. US-Dollar erhielt. Die Insel Sveti Stefan, auf der die erste Hälfte des Wettkampfs stattfand, gehörte dem Chef der jugoslawischen Privatbank Jugoskandik, Jezdimir Vasiljević.
Damit verstieß Fischer gegen das damals von US-Präsident George H. W. Bush verkündete Wirtschaftsembargo gegen Jugoslawien. Wegen dieses Sanktionsbruchs wurde Fischer anschließend von den US-Behörden mit Haftbefehl gesucht; ihm drohten in den USA bis zu zehn Jahre Haft und eine Geldstrafe bis zu 250.000 Dollar. Fischer reiste daraufhin nie mehr in die USA.
Allerdings wurde Fischer trotz des Haftbefehls von den amerikanischen Behörden lange Zeit nicht international zur Fahndung ausgeschrieben. So wurde ihm noch 1997 von der amerikanischen Botschaft in Bern in der Schweiz ein neuer Pass ausgestellt und Jahre später – für weitere Visa-Stempel – neue Seiten in das Dokument eingefügt.

### Fischer als Weltenbummler
Von 1975 bis 2004 wechselte Fischer häufig seinen Wohnort, der der Öffentlichkeit meist unbekannt blieb. Er lebte unter anderem in Pasadena, San Francisco und Budapest. Zwischen 1975 und 1992 soll er der New York Times zufolge hauptsächlich im Süden Kaliforniens, in preiswerten Unterkünften in der Gegend von Los Angeles, gewohnt haben. Im Herbst 1990 hielt er sich für drei Monate im Hotel Pulvermühle bei Waischenfeld in der Fränkischen Schweiz auf. Von 2000 bis 2005 lebte Fischer hauptsächlich in Japan, hielt sich aber zeitweise auch auf den Philippinen auf.

### Antirussische Äußerungen und Misogynie
Als sich Bobby Fischer 1958 zwecks Schachspielen in Moskau aufhielt, verlangte er gegen den amtierenden Schachweltmeister Michail Botwinnik antreten zu dürfen, was ihm verwehrt wurde. Er beschimpfte später die Verantwortlichen als „Russian pigs“ und fügte hinzu, dass er die russische Gastfreundschaft und die Russen insgesamt nicht möge.
Einige Jahre später sagte er mit 19 Jahren in einem Interview: „Alle Frauen sind schwach. Sie sind dumm im Vergleich zu Männern. Frauen sollten kein Schach spielen. Sie verlieren jedes Spiel gegen einen Mann.“

### Antisemitismus und Antiamerikanismus

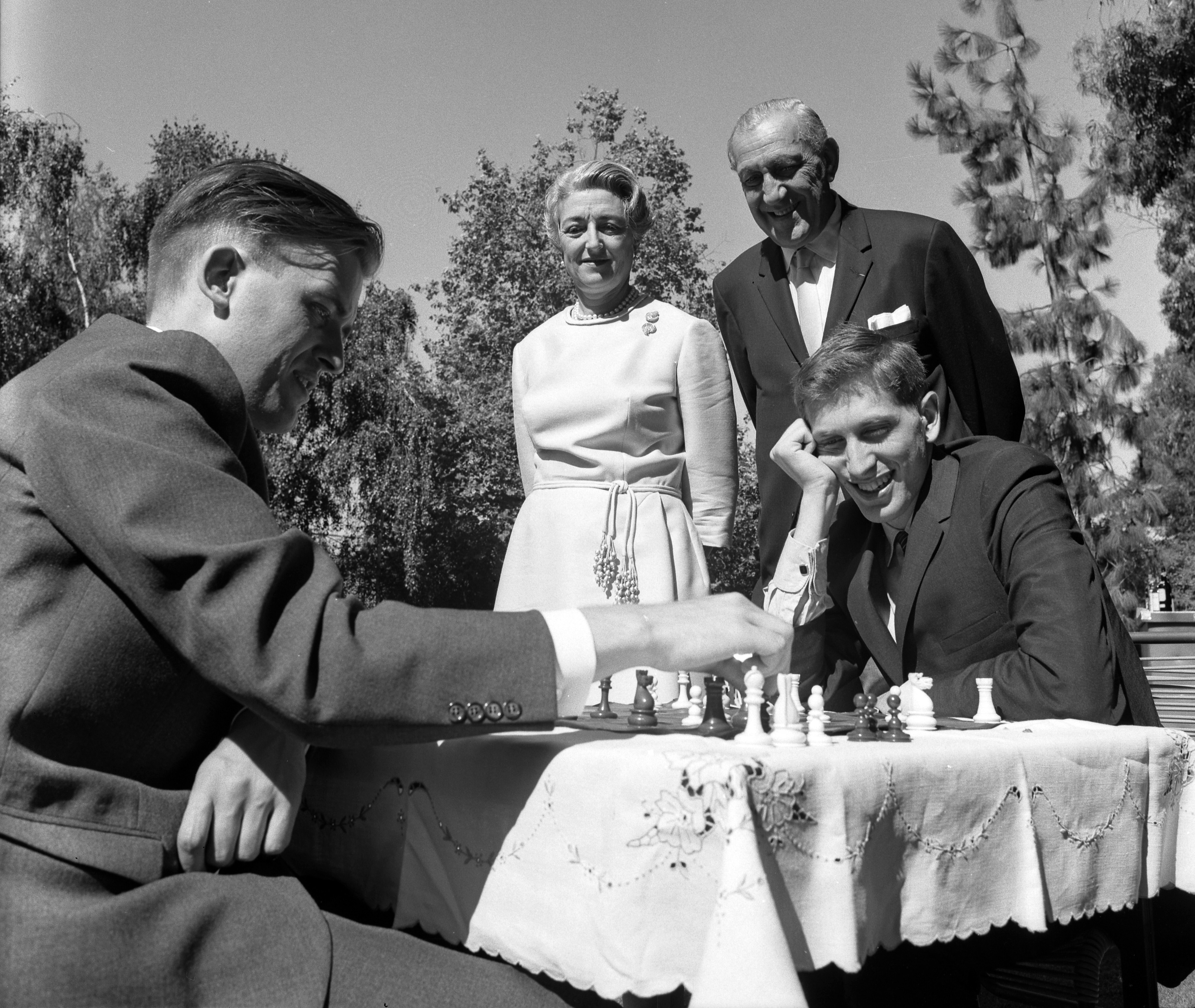
Fischer (rechts sitzend) mit Gregor und Jacqueline Piatigorsky und Bent Larsen (links) beim Piatigorsky-Cup (1966)

Fischer äußerte sich wiederholt antisemitisch und antiamerikanisch. Er setzte alles daran, trotz seiner jüdischen Vorfahren nicht als Jude angesehen zu werden. So schrieb er etwa den Herausgebern der Encyclopaedia Judaica 1984, man solle seine Biografie aus der Enzyklopädie streichen. Garri Kasparow führte den Beginn seiner antisemitischen Einstellung auf das Jahr 1961 zurück, als sich Fischer in seinem von Jacqueline Piatigorsky gesponserten Wettkampf gegen Samuel Reshevsky benachteiligt gefühlt und eine jüdische Verschwörung gegen sich vermutet habe. Pál Benkő berichtete jedoch, dass Fischer bereits 1958 ihm gegenüber gesagt habe, Adolf Hitler sei ein „toller Kerl“ („great guy“) gewesen. Später sei er von dieser Meinung jedoch wieder abgerückt und habe stattdessen vermutet, dass Hitler selbst Jude gewesen sei. Zudem war er der Ansicht, es gebe eine jüdische Verschwörung, die die Weltherrschaft anstrebe und reihenweise christliche Kinder ermorde. Seit 1999 leugnete Fischer offen den Holocaust.
Nach seinem Sieg 1972 in Reykjavik schlug Fischer eine Einladung des damaligen US-Präsidenten Richard Nixon ins Weiße Haus aus, indem er einfach fernblieb.
Am 11. September 2001 äußerte sich Fischer in Tokio in einem Radiointerview mit Bombo Radyo Philippines lobend über die Terroranschläge dieses Tages und kritisierte die US-amerikanische Außenpolitik der letzten Jahrhunderte. Infolge dieses Interviews wurde Fischer aus dem US-Schachverband ausgeschlossen.

### Verhaftung in Japan und Einbürgerung in Island
Nach Angaben seiner langjährigen Lebensgefährtin und späteren Ehefrau Miyoko Watai (Internationale Meisterin (WIM)) hatte Fischer bereits seit dem Jahr 2000 in Japan gelebt. Seinen durch ein Touristenvisum zeitlich begrenzten, aber legalen Aufenthalt in Japan erneuerte er regelmäßig dadurch, dass er alle drei Monate jeweils kurz ausreiste, etwa nach Manila, um bei der Wiedereinreise nach Japan ein neues Touristenvisum zu erhalten.
Doch erst als 2004 die US-amerikanische Botschaft in Japan die dortige Einwanderungsbehörde darüber informierte, dass Fischers Reisepass vom Außenministerium in Washington für ungültig erklärt worden war und gegen Fischer ein Haftbefehl des Bezirksgerichts im District of Columbia vom 15. Dezember 1992 vorliege, kam es am 13. Juli 2004 zur Verhaftung von Bobby Fischer. Dieser bestritt jedoch, dass sein Pass ungültig sei, und widersetzte sich der Verhaftung. Später bezeichnete er in einem Interview das Vorgehen der US-Behörden als gesetzeswidrig.
Fischer wurde nach seiner Festnahme in Ushiku bei Tokio inhaftiert. Im weiteren Verlauf klagten die USA ihn wegen Steuerhinterziehung an und versuchten, auf diesem Weg die Abschiebung aus Japan zu erwirken. Seine langjährige Lebensgefährtin Miyoko Watai, die auch Generalsekretärin des japanischen Schachverbandes war, initiierte eine internationale Kampagne mit dem Ziel seiner Freilassung. Während Fischer noch in Haft war, heiratete er Watai am 17. August 2004. Im März 2005 ließ er sich mit seiner Ehefrau in Island nieder, wo er politisches Asyl und die isländische Staatsbürgerschaft erhielt. Ein Sprecher des isländischen Außenministeriums teilte in diesem Zusammenhang mit, die Einbürgerung sei als „rein humanitäre Geste“ zu werten und impliziere keinesfalls die Unterstützung von Fischers politischen Ansichten.

### Letzte Jahre in Reykjavík

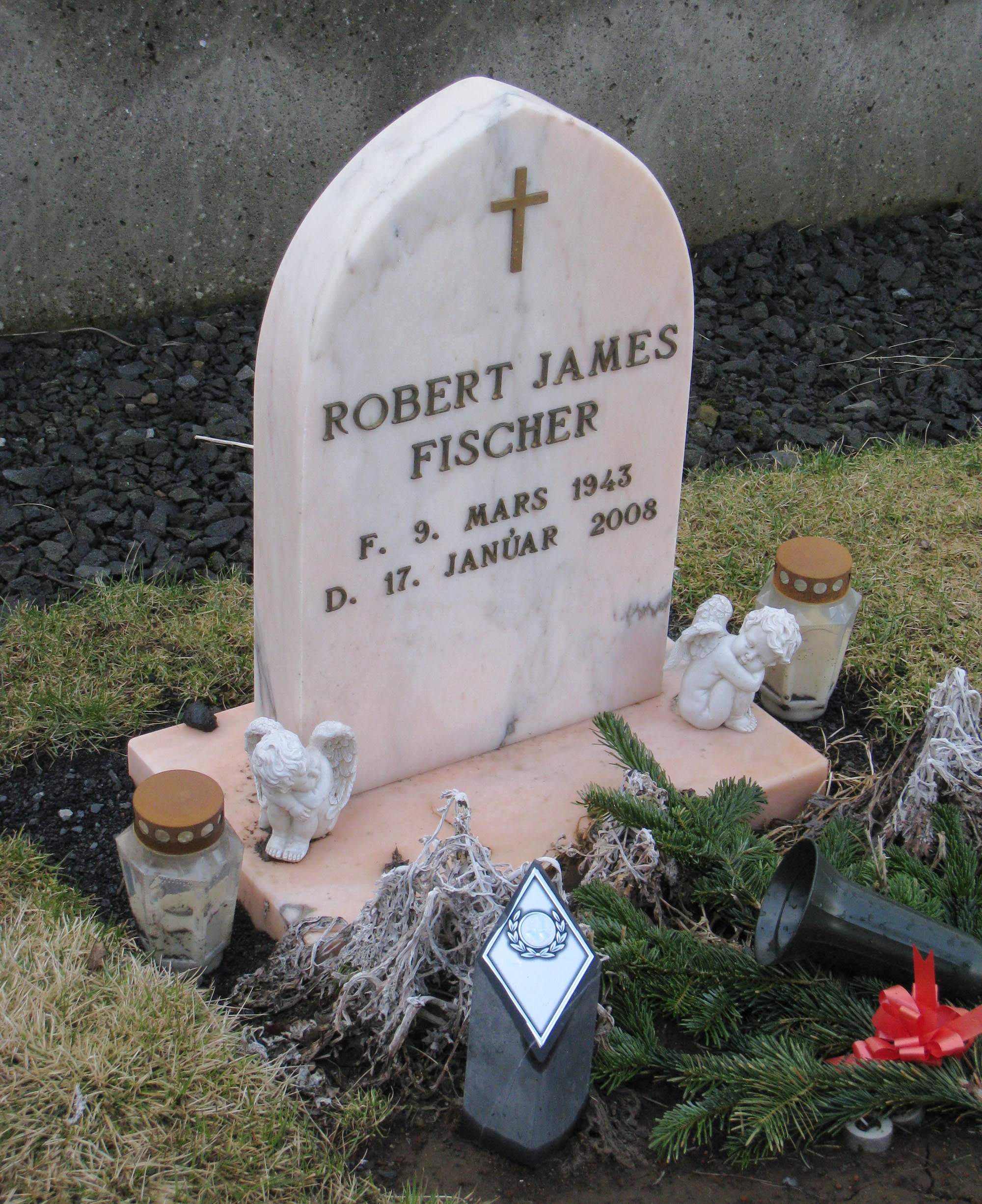
Der Grabstein Bobby Fischers auf Island (2009)

Als Fischer in Island ankam, war er in schlechter gesundheitlicher Verfassung. Er führte dort ein Leben abseits der Medien und fühlte sich weiterhin verfolgt. Außerhalb seiner Wohnung besuchte er gelegentlich Restaurants und Cafés sowie regelmäßig das Antiquariat Bókin. Der Inhaber einer Elfenschule, in der isländische Folklore gesammelt und erforscht wird, sprach nach eigenen Aussagen mit Fischer über paranormale Phänomene und Verschwörungstheorien und wurde sein Vertrauter.
Fischer wurde wegen Nierenversagens ins Krankenhaus eingewiesen, wo er eine lebensverlängernde Dialyse ablehnte. Kurz vor seinem Tod verlangte er nach einem Foto seiner Mutter, das er in der Hand hielt, als er am 17. Januar 2008 im Krankenhaus Landspitali in Reykjavík starb.
Fischer wurde bei der Kirche Laugardælir, nahe der Stadt Selfoss, beerdigt. An der katholischen Beerdigungszeremonie nahmen auf Fischers Wunsch nur fünf Personen teil: seine Frau Miyoko und die befreundete Familie Garðar Sverrissons, die im selben Haus lebte. Garðar Sverrissons Frau Kristín, eine Krankenschwester, betreute Fischer auch vor seinem Tod.

### Erbschaft
Fischer hinterließ ein Vermögen von gut zwei Millionen Dollar, aber kein Testament. Mehrere Parteien erhoben Ansprüche auf das Erbe, darunter seine Witwe Miyoko Watai, die beiden Söhne seiner Schwester Joan, der US-amerikanische Staat und Marilyn Young, die behauptete, Fischer sei der Vater ihrer 2002 geborenen Tochter Jinky. Auf Beschluss des isländischen Obersten Gerichtshofes Hæstiréttur wurde er im Juli 2010 exhumiert, damit anhand einer Gewebeprobe ein Vaterschaftstest vorgenommen werden konnte. Er fiel negativ aus; Jinky ist demnach nicht Fischers Tochter. Im März 2011 bestätigte das Bezirksgericht von Reykjavík, dass Watai und Fischer seit 2004 verheiratet waren, und erkannte sie als Alleinerbin an. Seine Neffen wurden dazu verurteilt, Watais Prozesskosten in Höhe von über 6,6 Millionen ISK (damals etwa 41.000 Euro) zu übernehmen.

## Bücher und Erfindungen
Fischers 1969 erschienenes Buch My 60 Memorable Games (dt. Meine 60 denkwürdigen Partien) gilt noch heute als eines der besten Schachbücher. Ursprünglich sollte das Werk My Life In Chess heißen; diesen Titel behielt er sich jedoch für eine geplante, aber dann doch nie erschienene Autobiografie vor. Er arbeitete drei Jahre lang an den Analysen; die Einführungstexte zu den einzelnen Partien wurden von Larry Evans geschrieben. Im Gegensatz zu den Partiesammlungen vieler anderer Großmeister nahm er nicht nur Gewinnpartien auf. 1995 erschien im Verlag Batsford eine Neuausgabe in algebraischer Notation, die wegen unautorisierter Textänderungen heftig kritisiert wurde. 2004 veröffentlichte Robert Hübner das Buch Materialien zu Fischers Partien, in dem er die Analysen Fischers einer eingehenden Überprüfung unterzieht.
Bereits 1966 hatte Fischer zusammen mit Donn Mosenfelder und Stuart Margolies das Lehrbuch Bobby Fischer Teaches Chess (dt. Bobby Fischer lehrt Schach) verfasst. Es ist nach dem Prinzip des Programmierten Lernens aufgebaut und besteht aus 275 Mattaufgaben, die der Leser selbständig lösen soll. Auf erläuternden Text und Schachnotation wird verzichtet, die Lösungen werden durch Pfeile auf den Schachdiagrammen angegeben. Bis heute wurden über eine Million Exemplare verkauft; damit ist es das bisher kommerziell erfolgreichste Schachbuch. In Deutschland wurde 2003 eine Neuauflage veröffentlicht.
1982 veröffentlichte Fischer im Selbstverlag eine Broschüre I was Tortured in the Pasadena Jailhouse! (dt. Wie ich im Gefängnis von Pasadena gefoltert wurde), in der er Foltervorwürfe gegen US-amerikanische Polizisten erhebt, die ihn aufgrund einer Verwechslung mit einem Bankräuber für zwei Tage inhaftiert hatten.
Ein 1988 erschienenes und 1993 auch verfilmtes Buch Searching for Bobby Fischer handelt nicht von ihm, sondern von der Schachkarriere des Nachwuchstalents Joshua Waitzkin. Fischer, der keine Zustimmung zu diesem Titel gegeben hatte, war der Meinung, sein Name sei nur zu Werbezwecken missbraucht worden.
Eine von Fischer propagierte neue Art des Schachs ist das Schach960, ursprünglich „Fischer-Random-Chess“ genannt, das der „Eröffnungstheorielastigkeit“ des modernen computergestützten Schachs entgegenwirkt.
Außerdem entwickelte er eine mittlerweile weit verbreitete elektronische Schachuhr, bei der die Spieler für jeden ausgeführten Zug zusätzliche Bedenkzeit zu dem Grundkontingent erhalten („Fischer delay“). Dadurch wird extreme Zeitnot vermieden. Fischer meldete diese Uhr im August 1988 zum Patent an, wegen nicht bezahlter Gebühren endete der Patentschutz jedoch im November 2001.

## Spielstil
Fischer galt als hervorragender Kämpfer wie Taktiker. Er war bekannt dafür, dass er ein Remis möglichst vermied und Schach entschlossen und offensiv spielte. Einige führende Spieler bezeichnen ihn als den bisher besten Spieler.

### Eröffnung
Fischer verwendete fast immer die gleichen Eröffnungen. Trotz dieser Vorhersehbarkeit war es schwer für den Gegner, dies zu nutzen, da er ein sehr umfangreiches Wissen in diesen Eröffnungen hatte. Mit den weißen Steinen spielte Fischer im Laufe seiner Karriere fast ausschließlich 1. e4. Mit den schwarzen Steinen spielte Fischer die Najdorf-Variante der Sizilianischen Verteidigung gegen 1. e4 und die Königsindische Verteidigung als auch die Grünfeld-Indische Verteidigung gegen 1. d4. Selten wagte er die Nimzowitsch-Indische Verteidigung.

### Endspiel
Fischer hatte eine ausgezeichnete Technik im Endspiel. Der Internationale Meister Jeremy Silman zählt ihn zu den fünf besten Endspieltechnikern. Das Endspiel mit Turm, Läufer und Bauer gegen Turm, Springer und Bauer wird auch als „Fischer-Endspiel“ bezeichnet.

## Auszeichnungen
Fischer erhielt in den Jahren 1970 bis 1972 jeweils den Schach-Oscar.
Am 19. September 2024 wurde Fischer bei den FIDE 100 Awards in Budapest posthum gleich zweimal geehrt: Meine 60 denkwürdigen Partien wurde als „bestes Buch“, das Weltmeisterschaftsmatch Spassky–Fischer 1972 als „bestes FIDE-Turnier“ ausgezeichnet.

## Spielstärke
Die höchste historische Elo-Zahl in der Schachgeschichte wurde für Bobby Fischer berechnet; im Oktober 1971 betrug sie 2895. Magnus Carlsen erreichte im Mai 2014 mit 2882 Punkten die höchste Elo-Zahl seit deren Einführung 1970 durch die FIDE als „FIDE rating system“.
Bobby Fischer weist mit 19 bzw. 20 gewonnenen Partien die längste Siegesserie in Meisterpartien auf: Im Rahmen der Weltmeisterschaft 1972, die schließlich im Finale gegen Boris Spassky gipfelte, gewann Fischer 20 Spiele gegen die Elite-Konkurrenz. Die Serie begann beim Interzonenturnier von Palma de Mallorca 1970, als er die letzten sieben Partien in Folge gewann. Da Oscar Panno zu seiner Partie gegen Fischer nicht antrat, entschieden sich jedoch manche Schachhistoriker, diese Partie nicht zu zählen. Fischer gewann das Interzonenturnier mit 18,5 Punkten vor den geteilten Zweiten Bent Larsen, Efim Geller und Robert Hübner mit 15 Punkten aus 23 Spielen. Sein nächstes Turnier war das Kandidatenturnier 1971. Dort besiegte Fischer Mark Jewgenjewitsch Taimanow und Bent Larsen jeweils mit 6:0. In der nächsten Runde gewann Fischer gegen Tigran Petrosjan ebenfalls die erste Partie und erst durch eine Niederlage in der zweiten Partie wurde die Serie beendet. Nach drei Remis-Partien gewann Fischer vier Partien in Folge und besiegte Petrosjan mit 6,5:2,5. Petrosjan galt als einer der größten Defensivspieler der Schachgeschichte. Danach – in der Schachweltmeisterschaft 1972 – krönte Fischer diese Leistungen mit einem 12,5:8,5-Sieg über Boris Spassky und errang den Titel des Schachweltmeisters.
Die „FIDE Rating List“ führte im Januar 1971 die Spieler mit diesen Elo-Zahlen: Robert James Fischer (USA) – 2740, Boris Spassky (URS) – 2690, Tigran Petrosjan (URS) – 2640, Bent Larsen (DEN) – 2660, Mark Jewgenjewitsch Taimanow (URS) – 2590, Robert Hübner (GER) – 2590.
Die „FIDE Rating List“ führte im Juli 1972 die Spieler mit diesen Elo-Zahlen: Robert James Fischer (USA) – 2785, Boris Spassky (URS) – 2660, Tigran Petrosjan (URS) – 2645, Bent Larsen (DEN) – 2625, Mark Jewgenjewitsch Taimanow (URS) – 2590, Robert Hübner (GER) – 2590.

## Trivia
Fischer erwähnte in mehreren Interviews, dass es sein Traum sei, in einem Haus zu leben, das „exakt wie ein (Schach-)Turm gebaut“ sei. In Anspielung auf dieses Zitat schrieb die englische Post-Rock-Band I Like Trains den Song A Rook House for Bobby, in dem die Lebensgeschichte Fischers künstlerisch verarbeitet wird. Die Hip-Hop-Band Hilltop Hoods erwähnt ihn 2014 in ihrem Lied Cosby Sweater mit den Worten „I feel like Bobby Fischer. Always four moves ahead of.“

## Bekannte Partien
- Byrne–Fischer, New York 1956 („Partie des Jahrhunderts“)
- Fischer–Mjagmarsüren, Sousse 1967
- Fischer–Spasski, Reykjavik 1972, Partien 1, 3, 6, 13 und 21 des WM-Kampfes

## Filme
- Bobby Fischer Live. Spielfilm, USA, 2009, Regie: Damian Chapa, Fischer wird von Damian Chapa dargestellt.
- Zug um Zug in den Wahnsinn (Originaltitel: Bobby Fischer Against the World). Dokumentarfilm, USA/UK, 2011, Regie: Liz Garbus.
- Bauernopfer – Spiel der Könige (Originaltitel: Pawn Sacrifice). Spielfilm, USA/Kanada, 2014, Regie: Edward Zwick, Bobby Fischer wird von Tobey Maguire dargestellt.

## Veröffentlichungen
- Bobby Fischer's Games of Chess. Simon and Schuster, New York 1959, ISBN 0-923891-46-3 (eine Sammlung früher Partien, einschließlich der Partie des Jahrhunderts).
- Bobby Fischer Teaches Chess. Bantam, New York 1966.
  - Bobby Fischer lehrt Schach. Ein programmierter Schachlehrgang. Joachim Beyer Verlag, Eltmann 2017, ISBN 978-3-95920-044-8.
- My 60 Memorable Games. Simon and Schuster, New York 1969. Batsford, London 1995, ISBN 0-7134-7812-8 (bearbeitete Neuausgabe).
  - Meine 60 denkwürdigen Partien. Wildhagen, Hamburg o. J. (ca. 1970).